# Stenorhynchus debilis
Espèce
Synonymes
- Leptopodia debilis Smith, 1871[1] [2]
- Leptopodia sagittaria var. modesta A. Milne-Edwards, 1878[1] [2]

Stenorhynchus debilis est une espèce de crustacés décapodes de la famille des Inachidae. Cette araignée de mer mesure de 1 à 3 cm. Elle a les yeux pédonculés et la tête couverte de piquant. C'est un charognard vivant dans les récifs de l'Est du Pacifique.